# Sigmund Kulbinger
Sigmund Kulbinger († 2. April 1584) war ein bayerischer Benediktiner.

## Leben
Kulbinger wurde im Jahre 1580 zum 44. Abt des Klosters Ebersberg gewählt. Er ließ im Vorhaus der Klosterkirche einen Altar errichten und dort ein Schnitzbild aufstellen, das den leidenden Christus in der Rast zeigte. Er starb nach vier Jahren im Amt.